# Кировская агломерация
Ки́ровская агломера́ция — моноцентрическая городская агломерация в пределах Кировской области, созданная для совместного развития муниципальных образований, которые объединены социальными, экономическими, транспортными и другими инфраструктурными связями. 
Агломерация включает в себя Киров с его пригородной зоной, а также города Кирово-Чепецк и Слободской вместе с Кирово-Чепецким и Слободским районами.

## История
Обсуждение создания кировской агломерации велось на протяжении долгого периода времени. Первоначально на рассмотрении был   вопрос создания в пределах агломерации единого городского округа «Большой Киров» с включением Кирово-Чепецка и Слободского, что позволило бы ещё сильнее интегрировать и развивать экономику региона.
Главная техническая сложность на пути сближения трёх городов — необходимость возведения нескольких мостов через реку Вятка. В настоящее время Киров со Слободским соединяют два моста: «Старый», прошедший капитальный ремонт в 2008 году, и «Новый», ведущий на объездную дорогу. Города Киров и Кирово-Чепецк находятся на левом берегу Вятки и дорога Киров — Кирово-Чепецк проходит, не пересекая её, из-за чего имеет значительную протяжённость.
Генеральный план развития МО «Город Киров» предполагает строительство третьего моста через Вятку, продолжающего улицы Азина, Милицейскую, однако реальные мероприятия по подготовке данного строительства к настоящему времени[какому?] отсутствуют.
В 2024 году Законодательным собранием области был принят закон, определивший правовую базу для создания агломерации. В 2025 году будет создан конкретный мастер-план, содержащий конкретные действия для межмуниципального развития.

## Состав
В агломерацию помимо Кирова с его пригородной зоной (муниципальное образование «Киров») входят города Кирово-Чепецк и Слободской, а также Кирово-Чепецкий и Слободской районы. 
Кировская агломерация вносит серьезный вклад в экономику региона: по отгрузке товаров промпроизводства доля агломерации – 75%, объём инвестиций – 74%, численность субъектов МСП – 72%, численность населения – самая высокая концентрация – почти 57%.
Население агломерации составляет около 750 тысяч человек.